# Ossido di terbio(III,IV)
L'ossido di terbio(III,IV), formula chimica Tb4O7, è un ossido del terbio.
È generalmente prodotto per combustione dell'ossalato o del solfato all'aria. L'ossalato (a 1000 °C) è generalmente preferito, dato che il solfato richiede una temperatura più alta e produce un prodotto nerastro contaminato con Tb6O11 o altri ossidi ricchi di ossigeno.
È molto usato nella preparazione di altri composti del terbio.